# Ariane Lavigne
Ariane Lavigne (ur. 8 października 1984 w Sainte-Agathe-des-Monts) – reprezentantka Kanady w snowboardzie. Jak do tej pory nie brała udziału w żadnych igrzyskach olimpijskich. Na mistrzostwach świata startowała dwukrotnie, najlepszy wynik zanotowała podczas mistrzostw w La Molinie, gdzie zajęła 22. miejsce w slalomie równoległym. Najlepsze wyniki w pucharze świata zanotowała w sezonie 2010/2011, kiedy to zajęła 56. miejsce w klasyfikacji generalnej, a w klasyfikacji PAR była 27.

## Sukcesy

### Mistrzostwa świata
| Miejsce | Dzień       | Rok  | Miejscowość | Konkurencja       | Zwycięzca                 |
| ------- | ----------- | ---- | ----------- | ----------------- | ------------------------- |
| 25.     | 19 stycznia | 2011 | La Molina   | Gigant równoległy | Alona Zawarzina           |
| 22.     | 21 stycznia | 2011 | La Molina   | Slalom równoległy | Hilde-Katrine Engeli      |
| 38.     | 25 stycznia | 2013 | Stoneham    | Gigant równoległy | Isabella Laböck           |
| 24.     | 27 stycznia | 2013 | Stoneham    | Slalom równoległy | Jekatierina Tudiegieszewa |

### Puchar Świata

#### Miejsca w klasyfikacji generalnej
- 2008/2009 – 148.
- 2009/2010 – 119.
- 2010/2011 – 56.
- 2011/2012 – -
- 2012/2013 –

#### Miejsca na podium w zawodach
1. Soczi – 14 lutego 2013 (gigant równoległy) – 3. miejsce